# Vikas Swarup
Pour les articles homonymes, voir Swarup.
Vikas Swarup, né le 23 juin 1961 à Allahabad, en Inde, est un écrivain et diplomate indien, auteur de quelques romans policiers.

## Biographie

### L'écrivain
Il est l'auteur du roman Les fabuleuses aventures d'un Indien malchanceux qui devint milliardaire (2005), adapté au cinéma en 2008 par le réalisateur britannique Danny Boyle sous le titre Slumdog Millionaire. Ce récit, qui est son premier roman, est intitulé Q & A dans sa version originale, et raconte l'histoire d'un jeune Indien misérable et sans argent qui devient le grand gagnant d'un milliard de roupies lors d'un célèbre jeu télévisé de son pays, en parvenant à répondre aux questions du jeu grâce à différents épisodes et rencontres de sa vie. Best-seller, le roman est traduit dans plus de 43 langues et remporte de nombreux prix littéraires, tels que le South Africa’s Exclusive Books Boeke Prize 2006 ou le Prix Grand Public au Salon du livre de Paris 2007.
Simon Beaufoy adapte le récit en scénario pour Danny Boyle et Slumdog Millionaire remporte 8 Oscars en 2009.
Le second roman de Vikas Swarup, Meurtre dans un jardin indien (Six Suspects), est publié par Transworld le 28 juillet 2008. En cours de traduction dans de nombreux pays, il est publié en français dès 2010. Il doit être adapté à son tour pour le cinéma.
Son troisième roman intitulé Pour quelques milliards et une roupie (The Accidental Apprentice) est paru en 2014 et immédiatement traduit en français.

### Le diplomate
Comme diplomate, il est successivement affecté par son gouvernement en Turquie, aux États-Unis, en Éthiopie et en Grande-Bretagne. Il est actuellement en poste à Pretoria comme Haut commissaire indien pour l'Afrique du Sud.

### Vie privée
La femme de Vikas Swarup, Aparna, est artiste-peintre. Ensemble, ils ont eu deux fils prénommés Aditya et Varun.

## Œuvre

### Romans
- Q & A (2005) Publié en français sous le titre Les fabuleuses aventures d'un Indien malchanceux qui devint milliardaire, traduit par Roxane Azimi, Paris, Éditions Belfond, 2006, p. 363  (ISBN 978-2-714-44092-1)
- Six Suspects (2008) Publié en français sous le titre Meurtre dans un jardin indien, traduit par Roxane Azimi, Paris, Éditions Belfond, 2010, p. 481  (ISBN 978-2-714-44540-7)
- The Accidental Apprentice (2014) Publié en français sous le titre Pour quelques milliards et une roupie, traduit par Roxane Azimi, Paris, Éditions Belfond, 2014, p. 405  (ISBN 978-2-714-45417-1)

### Nouvelle
- A Great Event (2009)